# Guillermo Navarro
Guillermo Jorge Navarro Solares (Mexico-Stad, 1955) is een Mexicaanse cameraman (director of photography), televisieregisseur en filmproducent.
Navarro werkt sinds 1994 in Hollywood en werkt regelmatig samen met Guillermo del Toro en Robert Rodriguez. In 2007 won hij de Oscar voor beste camerawerk en de Goya voor beste camerawerk voor Del Toro's El laberinto del fauno (Engelse titel: Pan's Labyrinth). Zijn daaropvolgende filmografie gaat van low-budget arthouse- en genrefilms tot spraakmakende blockbusters zoals Hellboy, Zathura: A Space Adventure, Night at the Museum en Pacific Rim. Navarro is afgestudeerd met een graad in sociologie aan de Nationale Autonome Universiteit van Mexico en lid van de American Society of Cinematographers.

## Filmografie

### Als cameraman
- Amor a la vuelta de la esquina (1986)
- Morir en el golfo (1990)
- Intimidades de un cuarto de baño (1991)
- Cabeza de Vaca (1991)
- Vinaya ( 1992)
- Cronos (1993)
- Dollar Mambo (1993)
- Desperado (1995)
- Four Rooms (segment "The Misbehavers") (1995)
- From Dusk Till Dawn (1996)
- Dream for an Insomniac (1996)
- The Long Kiss Goodnight (1996)
- Spawn (1997)
- Jackie Brown (1997)
- Stuart Little (1999)
- Spy Kids (2001)
- El espinazo del diablo (Engelse titel: The Devil's Backbone) (2001)
- Silencio roto (2001)
- Imagining Argentina (2003)
- Hellboy (2004)
- Zathura: A Space Adventure (2005)
- El laberinto del fauno (Engelse titel: Pan's Labyrinth) (2006)
- Night at the Museum (2006)
- Hellboy II: The Golden Army (2008)
- It Might Get Loud (documentaire) (2008)
- I Am Number Four (2011)
- The Resident (2011)
- The Twilight Saga: Breaking Dawn Part 1 (2011)
- The Twilight Saga: Breaking Dawn Part 2 (2012)
- Pacific Rim (2013)
- Night at the Museum: Secret of the Tomb (2014)
- London Fields (2018)
- Dolittle (2020)
- The Unforgivable (2021)

### Als regisseur
- Hannibal (2013-2015)
- Narcos (2015)
- Godfather of Harlem (2019-2021)

### Als producent
- A Son of Man (2018)
- Hostile Planet (uitvoerend) (2019)

## Prijzen en nominaties
Navarro won 9 prijzen en ontving 16 nominaties, waarvan de belangrijkste:
| Jaar | Prijs                | Categorie                                   | Werk                   | Uitslag     |
| ---- | -------------------- | ------------------------------------------- | ---------------------- | ----------- |
| 2007 | Academy Award        | Beste camerawerk                            | El laberinto del fauno | Gewonnen    |
| 2007 | BAFTA Award          | Beste camerawerk                            | El laberinto del fauno | Genomineerd |
| 2007 | Goya                 | Beste camerawerk                            | El laberinto del fauno | Gewonnen    |
| 2009 | Satellite Award      | Beste camerawerk                            | It Might Get Loud      | Genomineerd |
| 2019 | Primetime Emmy Award | Uitstekende documentaire of non-fictieserie | Hostile Planet         | Genomineerd |